# Гвоздик Євген
Євге́н Гво́здик — український освітній діяч у США. Співредактор спершу гумористичного, а відтак популярно-наукового двотижневика «Шершень» у Скрентоні (1909—1911). Редактор органу Українського Робітничого Союзу «Народна Воля» з 1911 року.